# Liste der Kreisstraßen im Landkreis Miesbach
Die Liste der Kreisstraßen im Landkreis Miesbach ist eine Auflistung der Kreisstraßen im bayerischen Landkreis Miesbach mit deren Verlauf. 

## Abkürzungen
- M: Kreisstraße im Landkreis München
- MB: Kreisstraße im Landkreis Miesbach
- RO: Kreisstraße im Landkreis Rosenheim
- St: Staatsstraße in Bayern
- TÖL: Kreisstraße im Landkreis Bad Tölz-Wolfratshausen

## Liste
Nicht vorhandene bzw. nicht nachgewiesene Kreisstraßen werden in Kursivdruck gekennzeichnet, ebenso Straßen und Straßenabschnitte, die unabhängig vom Grund (Herabstufung zu einer Gemeindestraße oder Höherstufung) keine Kreisstraßen mehr sind.
Der Straßenverlauf wird in der Regel von Nord nach Süd und von West nach Ost angegeben.
| Nr. MB | Verlauf |
| ------ | --- |
| MB 1   | (RO 8 im Landkreis Rosenheim) – Landkreisgrenze – Aufham – Irschenberg – Salzhub – /                                                                                  |
| MB 2   | (M 7 im Landkreis München) – Landkreisgrenze – Heigenkam – Wettlkam – Landkreisgrenze – (TÖL 11 im Landkreis Bad Tölz-Wolfratshausen)                                 |
| MB 3   | (M 9 im Landkreis München) – Landkreisgrenze – Kreuzstraße – MB 4 – Sollach – Unterdarching – MB 15 – St 2073                                                         |
| MB 4   | in Holzkirchen – MB 9 – Föching – MB 14 – Fellach – Nehaider – Kreuzstraße – MB 3 – Kleinschwaig – Grub – Landkreisgrenze – (RO 28 im Landkreis Rosenheim)            |
| MB 5   | (TÖL 9 im Landkreis Bad Tölz-Wolfratshausen) – Landkreisgrenze – Bergham – in Otterfing                                                                               |
| MB 6   | (TÖL 10 im Landkreis Bad Tölz-Wolfratshausen) – Landkreisgrenze – Piesenkam – Schaftlach – MB 7 – St 2365 in Hauserdörfl                                              |
| MB 7   | MB 6 in Schaftlach – Hirschstätt – Staudach – Holzmann – Tempel – MB 10 in Bernloh                                                                                    |
| MB 8   | in Hausham – Holz – Freigut – Heiß – Wörnsmühl – St 2077 in Unteröd                                                                                                   |
| MB 9   | in Holzkirchen-West – MB 4 – in Holzkirchen-Ost |
| MB 10  | – Oberwarngau – MB 19 – Allerheiligen – MB 12 – Böttberg – Einhaus – MB 16 – Feldschuster – Bernloh – MB 7 – Wall – Loch – in Müller am Baum                          |
| MB 12  | MB 10 – Bergham – Wieser – Jehl – Gotzing – St 2073 in Thalham |
| MB 13  | St 2077 in Stauden – Hammer |
| MB 14  | MB 4 in Föching – |
| MB 15  | St 2073 – Unterlaindern – MB 3 in Unterdarching |
| MB 16  | – MB 10 in Einhaus |
| MB 17  | (RO 2 im Landkreis Rosenheim) – Landkreisgrenze – MB 20 – Arnhofen – Haus – Holzolling – Bach – Bruck – MB 18 – Neukirchen – Großpienzenau – Kleinpienzenau – St 2073 |
| MB 18  | St 2073 in Weyarn – Wattersdorf – Bruck – MB 17 – Großseeham – Graßau – Auerschmied –                                                                                 |
| MB 19  | in Großhartpenning – Sufferloh – Oberwarngau – MB 10 – Osterwarngau – Schmidham – St 2073 in Mitterdarching                                                           |
| MB 20  | MB 17 – Mittenkirchen – Fentbach – /St 2873 |
| MB 21  | St 2076 in Hölzl – in Agatharied |
| MB 22  | St 2077 in Hundham – Wetzelsberg – Landkreisgrenze – (RO 46 im Landkreis Rosenheim)                                                                                   |

## Quelle
OpenStreetMap: Landkreis Miesbach – Landkreis Miesbach im OpenStreetMap-Wiki